# Dantumawoude
Dantumawoude (Fries: Dantumawâld, [dɔntüma’vɔ:t]) is een voormalig dorp in de gemeente Dantumadeel, in de Nederlandse provincie Friesland. Op 1 januari 1971 werden Dantumawoude, Akkerwoude en Murmerwoude samengevoegd tot Damwoude. Dantumawoude was het meest oostelijk gelegen dorp van de drie.
In 1369 stond Dantumawoude bekend als Dointhimwalda, in 1421 wordt het vermeld als Dontimwalda en in 1505 als Dantumwald. "Dont" betekent hoge zandrug, "woude" betekent (moeras)gebied. Het dorp is dus gebouwd op een zandrug in een (voormalig) moerasgebied. Deze zandrug loopt van Driesum via Dantumawoude naar Rinsumageest (Dokkumer Wouden).
Ook werd Dantumawoude wel kortweg Damwoude genoemd, zoals tot uitdrukking komt in de namen Damwoudster trekweg en Dammelaan. Tevens is Dantumawoude de naamgever van de huidige gemeente Dantumadeel.
Dantumawoude is gebouwd rond een kerk. De huidige kerk dateert uit 1755 deze is gebouwd op dezelfde plaats waar al eerder een kerk stond die vermoedelijk rond 1200 is gebouwd.
In vroeger tijden stonden er ook verschillende adellijke Staten, de Bonga of Buinga State, de Doina State, de Oenema State en vermoedelijk ook de Ewinga State. Deze staten zijn echter in de loop der tijd vervallen en/of afgebroken.

## Geboren in Dantumawoude
- Piet Oberman (1908-1972), ondernemer en verzetsleider in de Tweede Wereldoorlog
- Fokke Sierksma, schrijver, theoloog en godsdienstpsycholoog

Dorpen: Broeksterwoude · Damwoude · De Valom · Zwaagwesteinde · Driesum · Rinsumageest · Roodkerk · Sijbrandahuis · Veenwouden · Veenwoudsterwal (deels) · Wouterswoude 

Buurtschappen: Kuikhorne (deels) · Oostwoud

Voormalige dorpen: Akkerwoude · Dantumawoude · Murmerwoude

Friesland: Steden en dorpen      Nederland: Provincies · Gemeenten